# Eleição municipal de Vitória da Conquista em 2004
A eleição municipal da cidade brasileira de Vitória da Conquista em 2004 ocorreu em 3 de outubro para eleger um prefeito, um vice-prefeito e 14 vereadores para a administração municipal. O prefeito titular, José Raimundo Fontes, do PT, que tentou a reeleição, foi reeleito em turno único, derrotando Coriolano Sales do PFL.

## Candidatos à prefeitura
| Nº | Prefeito  | Prefeito                              | Prefeito | Prefeito                                       | Vice-prefeito | Vice-prefeito | Vice-prefeito                                          | Vice-prefeito | Vice-prefeito                                  | Coligação Partido(s)                                                                                        | Ref. |
| Nº | Candidato | Candidato                             | Partido  | Cargos relevantes                              | Candidato(a)  | Candidato(a)  | Candidato(a)                                           | Partido       | Cargos relevantes                              | Coligação Partido(s)                                                                                        | Ref. |
| -- | --------- | ------------------------------------- | -------- | ---------------------------------------------- | ------------- | ------------- | ------------------------------------------------------ | ------------- | ---------------------------------------------- | --- | ---- |
| 13 |           | Zé Raimundo José Raimundo Fontes      | PT       | - Prefeito de Vitória da Conquista (2002-2004) |               |               | Gilzete Gilzete da Silva Moreira                       | PSB           |                                                | Frente Conquista Popular (PT, PSB, PCdoB, PAN, PRP)                                                         |      |
| 25 |           | Coriolano Sales Coriolano Sousa Sales | PFL      | - Deputado Federalpela Bahia                   |               |               | Raul Ferraz Raul Carlos Andrade Ferraz                 | PMDB          | - Prefeito de Vitória da Conquista (1977-1982) | Uma Conquista Melhor (PP, PDT, PTB, PMDB, PSL , PTN, PSC, PL, PFL, PRTB, PHS, PMN, PTC, PSDB, PRONA, PTdoB) |      |
| 16 |           | Ferdinand Ferdnand Martins da Silva   | PSTU     |                                                |               |               | Tiago Gonçalves Tiago Gonçalves Santos                 | PSTU          |                                                | Partido Isolado                                                                                             |      |
| 27 |           | Tico Milson José Leite de Oliveira    | PSDC     |                                                |               |               | José Leandro Jesus Nazaré José Leandro da Silva Nazaré | PSDC          |                                                | Partido Isolado                                                                                             |      |

## Resultado

### 1.º Turno
| Candidato(a)             | Vice                      | 1.º turno 3 de outubro de 2004 | 1.º turno 3 de outubro de 2004 |
| Candidato(a)             | Vice                      | Votação                        | Votação                        |
| Candidato(a)             | Vice                      | Total                          | %                              |
| ------------------------ | ------------------------- | ------------------------------ | ------------------------------ |
| Jose Raimundo (PT)       | Gilzete Moreira (PSB)     | 70.759                         | 55,24%                         |
| Coriolano Sales (PFL)    | Raul Ferraz (PMDB)        | 56.732                         | 44,29%                         |
| Tico (PSDC)              | José Leandro Jesus (PSDC) | 595                            | 0,46%                          |
| Ferdinand (PSTU)         | Tiago Gonçalves (PSTU)    | Candidatura Inapta             | Candidatura Inapta             |
| → Total de votos válidos | → Total de votos válidos  | 128.086                        | 81,82%                         |
| → Votos em branco        | → Votos em branco         | 2.281                          | 1,78%                          |
| → Votos nulos            | → Votos nulos             | 9.559                          | 7,46%                          |
| Total                    | Total                     | 139.899                        | 80,87%                         |
| Abstenções               | Abstenções                | 33.063                         | 19,11%                         |
| Total de inscritos       | Total de inscritos        | 172.989                        | 100%                           |

## Câmara de Vereadores
Para o quadriênio 2005-2008 foram eleitos 14 vereadores.
| Vereadores eleitos em Vitória da Conquista - 2004 | Vereadores eleitos em Vitória da Conquista - 2004 | Vereadores eleitos em Vitória da Conquista - 2004 | Vereadores eleitos em Vitória da Conquista - 2004 | Vereadores eleitos em Vitória da Conquista - 2004 |
| Candidato (a)                                     | Partido                                           | Votos                                             | %                                                 | Coligação                                         |
| ------------------------------------------------- | ------------------------------------------------- | ------------------------------------------------- | ------------------------------------------------- | ------------------------------------------------- |
| Lúcia Rocha                                       | PFL                                               | 4.966                                             | 3,74%                                             | Uma Vitória da Conquista PFL/PRTB                 |
| Josete Menezes                                    | PT                                                | 3.408                                             | 2,57%                                             | PT/PAN                                            |
| Professor Adão                                    | PV                                                | 2.823                                             | 2,13%                                             | PSB/PCdoB/PV/PRP                                  |
| Alexandre Pereira                                 | PT                                                | 2.633                                             | 1,98%                                             | PT/PAN                                            |
| Lygia Matos                                       | PT                                                | 2.581                                             | 1,94%                                             | PT/PAN                                            |
| Fabrício Falcão                                   | PCdoB                                             | 2.336                                             | 1,76%                                             | PSB/PCdoB/PV/PRP                                  |
| Irma Lemos                                        | PFL                                               | 2.302                                             | 1,73%                                             | Uma Vitória da Conquista PFL/PRTB                 |
| José William                                      | PFL                                               | 2.251                                             | 1,70%                                             | Uma Vitória da Conquista PFL/PRTB                 |
| Fernando Jacaré                                   | PT                                                | 2.220                                             | 1,67%                                             | PT/PAN                                            |
| Ataíde                                            | PSB                                               | 2.207                                             | 1,66%                                             | PSB/PCdoB/PV/PRP                                  |
| Edivaldo Ferreira                                 | PMDB                                              | 2.113                                             | 1,59%                                             | PMDB/PSDB                                         |
| Eduardo Mesquita                                  | PHS                                               | 1.794                                             | 1,35%                                             | Uma Conquista Mais Justa PSC/PHS/PTC              |
| Carlos Gentil                                     | PMDB                                              | 1.602                                             | 1,21%                                             | PMDB/PSDB                                         |
| Joel Fernandes                                    | PTN                                               | 1.107                                             | 0,83%                                             | Conquista Pra Frente PP/PTN/PL/PRONA              |